# تقنية النانو في السعودية
تقنية النانو في السعودية بدأ تعليمه وإجراء البحوث فيه في السعودية عام 2007، من خلال إنشاء «معهد الملك عبدالله لتقنية النانو» في الرياض، وذلك ضمن ثورة النانو في العالم، والالتفات على هذه التقنية، لتحقيقها تقدم كبير وملحوظ في المجالات الاقتصادية والصحية والطبية، والزراعية. يهتم النانو بمعالجة خواص المواد على المقياس الذري والجزيئي، ويساهم في ابتكار واكتشاف تقنيات ووسائل جديدة تخدم كافة المجالات.